# Семиріцька сільська рада
| Семиріцька сільська рада — колишній орган місцевого самоврядування у Гайсинському районі Вінницької області з адміністративним центром у с. Семирічка. Сільській раді були підпорядковані населені пункти: - с. Семирічка - с. Рахни - с-ще Хороша |

## Склад ради
Рада складалась з 12 депутатів та голови.

## Керівний склад сільської ради
| ПІБ                      | Основні відомості                                                 | Дата обрання | Дата звільнення |
| ------------------------ | ----------------------------------------------------------------- | ------------ | --------------- |
| Чаленко Віктор Петрович  | Сільський голова, 1956 року народження, освіта, безпартійний      | 26.03.2006   | 31.10.2010      |
| Чаленко Віктор Петрович  | Сільський голова, 1956 року народження, освіта вища, безпартійний | 31.10.2010   | 15.12.2013      |
| Штельмах Галина Марківна | Сільський голова, 1961 року народження, освіта вища, позапартійна | 15.12.2013   |                 |

Примітка: таблиця складена за даними джерела

## Історія
На 1 жовтня 1959 Семирічанська, площа 3055 га, населення 1704 чоловік, 3 сільських населених пункта.